# Parce que j'étais peintre
Pour plus de détails, voir Fiche technique et Distribution.
Parce que j'étais peintre est un documentaire de long métrage franco- allemand réalisé par Christophe Cognet, écrit par Christophe Cognet, Pierre-François Moreau et Jean Breschand, présenté pour la première fois au Festival international du film de Rome en 2013, et sorti en salle en France le 5 mars 2014. 
Ce film est une enquête sur les œuvres réalisées clandestinement dans les camps nazis entre 1933 et 1945. Il y en aurait 30.000. C’est aussi un dialogue avec quatre artistes déportés encore vivants : Yehuda Bacon, José Fosty, Walter Spitzer, Samuel Willenberg. Krystyna Zaorska y apparaît également. Ce film a obtenu le Grand Prix, en compétition internationale, aux Escales documentaires de La Rochelle à l'édition 2014.

## Synopsis
Ce film va à la rencontre d'œuvres réalisées clandestinement à l'intérieur des camps nazis ; des dessins, des lavis, des peintures aujourd'hui conservés dans les musées en Allemagne, en Pologne, en Israël, notamment. Le réalisateur dialogue avec quatre artistes déportés encore vivants : Yehuda Bacon, José Fosty, Walter Spitzer, Samuel Willenberg, qui évoquent les circonstances dans lesquelles ces œuvres ont été produites, et les souvenirs qui s'y attachent. Ces œuvres souvent anonymes représentent principalement la vie quotidienne dans les camps : l'appel, le travail forcé, les baraques, la soupe, les exécutions, le ramassage des morts... Entre méditation sur les lieux d'anciens camps, comme Auschwitz ou Treblinka, et visites de réserves de musées, en Allemagne, en Pologne, en Israël, ce film interroge sur la notion de beauté et sur ce que signifie l'honneur d'être un artiste à travers le geste fragile du dessin au cœur de cette tragédie humaine que furent les camps de concentration et d'extermination.

## Fiche technique
- Titre : Parce que j'étais peintre
- Réalisation : Christophe Cognet
- Scénario : Christophe Cognet, Pierre-François Moreau, Jean Breschand
- Production : La Huit Production, Stephane Jourdain, Augenschein Filmproduction, Jonas Kazenstein, Maximilian Leo
- Image : Nara Keo Kosal
- Son : Graciela Barrault, Nicolas Paturle, Bruno Elginher
- Montage : Catherine Zins
- Montage son : Didier Cattin
- Pays d'origine :  France |  Allemagne
- Langue de tournage : français, hébreu, allemand
- Format : couleur, 16/9
- Diffusion : Jour2fête
- Année de production : 2013
- Genre : documentaire
- Durée : 100 minutes
- Dates de sortie : 
  -  Italie : 14 novembre 2013 (Festival international du film de Rome)
  -  France : 5 mars 2014
  -  Israël : 13 juillet 2014 (Festival du film de Jérusalem)
  -  Allemagne : 16 octobre 2014
  -  Australie : 31 octobre 2014 (Festival du film juif)
  -  Royaume-Uni : 8 novembre 2014 (Festival international du film de Leeds)

## Distinctions
- Grand Prix des Escales documentaires de La Rochelle 2014, France[4].
- Festival international du film de Rome 2013 : sélection officielle.
- Bildraush, filmsfest Basel 2014, Suisse
- Jérusalem film festival 2014, Israël
- Fidocs 2014, Santiago du Chili, Chili
- Mostra de Sao Paulo 2015, Brésil
- Leeds International Film Festival 2014, Angleterre
- Jewish international Film Festival 2014, Australie et Nouvelle-Zélande
- Miami Jewish Film festival 2015, États-Unis
- Cinébanlieue 2014, Paris
- Escales documentaires 2014, La Rochelle
- Cine’Arts 2014, Cherbourg
- Ciné Guerre et Mémoire 2014, Nantua